# 周人蔘賭博電玩弊案
周人蔘賭博電玩弊案，是一樁1996年在台灣台北市爆發的貪污弊案。經營賭博電玩的業者周人蔘，為了讓他在台北市松山區、中山區、大同區經營的多家柏青哥、柏青嫂等賭博電玩免被臺北市政府警察局取締，透過臺北市政府警察局士林分局刑事小隊長張台雄等人向警界及檢察官行賄。此案件在1996年爆發，遭起訴人數為197人，行賄金額估計達新臺幣數千萬元，兩名檢察官、三線三星的航空警察局前局長曾淇水及台北市政府警察局前督察長陳衍敏、嘉義市政府警察局前局長程文典等多名高階警官皆被起訴，被認為是台灣史上最大規模的檢警貪污案。

## 經過
1980年代與1990年代，台北市賭博電玩盛行。賭博電玩業者周人蔘，在台北市中山、松山、萬華、大同區等地擁有數十家賭博電玩店，透過台北市警局士林分局刑事小隊長張台雄向各轄區警察行賄。周人蔘將各電玩店營業額內提撥一定比例作為賄款，每個月固定透過各管道，向轄區分局、派出所、台北市警局督察室、台北市警局少年警察隊、台北地檢署、板橋地檢署行賄，每月金額達新台幣數十萬元。於是警方盡可能不臨檢、不查緝、不取締周人蔘的電玩店，遇有層峰舉辦的大規模查緝行動也會事先通知周人蔘。
周人蔘所屬電玩店遭移送台北地檢署時，台北地檢署檢察官許良虔裁定店方相關人等不起訴處分，還將警方查扣的廿五台賭博電玩機台違法發還給周人蔘。板橋地檢署主任檢察官洪家儀將臺北縣政府警察局三重分局的查緝行動事先通知周人蔘。
1994年年底台北市長選舉，陳水扁當選台北市市長，戮力掃除賭博電玩。
1996年，此案爆發，張台雄潛逃國外，周人蔘遭逮捕；同年，內政部警政署署長顏世錫深受此案打擊，請辭退休。

## 法律訴訟
1996年11月台北市警局中山分局前副分局長周榮村被起訴，1998年周榮村腦中風，2003年臺灣臺北地方法院裁定停審，2015年8月周榮村肺炎病逝，2015年10月6日臺北地方法院判決公訴不受理。
2012年，陳衍敏、程文典因臺灣高等法院更二審至更四審連續三次獲判無罪，依《刑事妥速審判法》規定，檢方不得再上訴，無罪定讞。
2013年8月29日，中華民國最高法院做出最終判決，周人蔘等三人經適用《中華民國九十六年減刑條例》減刑後，周被依行賄罪判刑一年三月又十五天，板橋地檢署前主任檢察官洪家儀被依包庇常業賭博罪判刑一年，台北地檢署前檢察官許良虔被依圖利罪判刑八年四個月。台北市警局松山分局前副分局長練錫銘等警界人士被判刑三年六月到十年六月不等。本案共有十五名被告，僅台北市警局中山分局前巡佐林政男、電玩店員工連玉琴、台北市警局督察室前督察員張德星等三人發回高院更審未確定，其餘十二人均判決定讞。
臺灣高等法院更七審，張德星被判刑五年六月。2020年1月10日，最高法院駁回張德星上訴，判刑五年六月定讞。